# Zhigulevskoe (manzana)
Zhigulevskoe es una  variedad cultivar de manzano (Malus domestica). 
Un híbrido del cruce de 'Duchess of Oldenburg' x 'Wagenar Prizovoe'. Criado en la Estación experimental Pavlovsk Instituto Vavilov, San Petersburgo Rusia. Las frutas tienen una pulpa suave y jugosa.

## Historia
'Zhigulevskoe' es una variedad de manzana, híbrido del cruce de 'Duchess of Oldenburg' x 'Wagenar Prizovoe'. Desarrollado y criado a partir de 'Duchess of Oldenburg' mediante una polinización por la variedad 'Wagenar Prizovoe'. Criado antes de 1976 en la Estación experimental Pavlovsk Instituto Vavilov, San Petersburgo, Rusia.
'Zhigulevskoe' está cultivada en diversos bancos de germoplasma de cultivos vivos tales como en National Fruit Collection (Colección Nacional de Fruta) de Reino Unido con el número de accesión: 1976 - 108 y Nombre Accesión : Zhigulevskoe.

## Características
'Zhigulevskoe' árbol de extensión erguida, de vigor moderadamente vigoroso, portador de espuela. Tiene un tiempo de floración que comienza a partir del 27 de abril con el 10% de floración, para el 4 de mayo tiene una floración completa (80%), y para el 15 de mayo tiene un 90% caída de pétalos.
'Zhigulevskoe' tiene una talla de fruto de medio a grande; forma redonda cónica con lados claramente angulosos, con costillas medias, con corona media, con altura de 66.64mm y anchura de 78.95mm; piel lisa, fina, epidermis con color de fondo es amarillo verdoso, con un sobre color rojo, importancia del sobre color medio-alto, y patrón del sobre color chapa / rayas presentando un lavado en rojo con un patrón de rayas carmín en la cara expuesta al sol, numerosas lenticelas más claras y puntiformes son visibles en todas las caras, "russeting" (pardeamiento áspero superficial que presentan algunas variedades) bajo; cáliz pequeño y parcialmente abierto, ubicado en una cuenca profunda y estrecha, rodeada por una corona ligeramente abultada; pedúnculo medio largo y medio grueso, colocado en una cavidad profunda en forma de embudo con un ruginoso-"russeting" en las paredes de la cavidad; carne es suave y jugosa.
Su tiempo de recogida de cosecha se inicia a finales de septiembre. Se mantiene bien durante cuatro meses en cámara frigorífica.

## Usos
Una buena manzana de uso de postre fresca en mesa.

## Ploidismo
Diploide, auto estéril. Grupo de polinización: B, Día 4.